# Mauremont
Mauremont – miejscowość i gmina we Francji, w regionie Oksytania, w departamencie Górna Garonna.
Według danych na rok 1990 gminę zamieszkiwało 178 osób, a gęstość zaludnienia wynosiła 32 osoby/km² (wśród 3020 gmin regionu Midi-Pyrénées Mauremont plasuje się na 885. miejscu pod względem liczby ludności, natomiast pod względem powierzchni na miejscu 1445.).